# Prestatore di ultima istanza

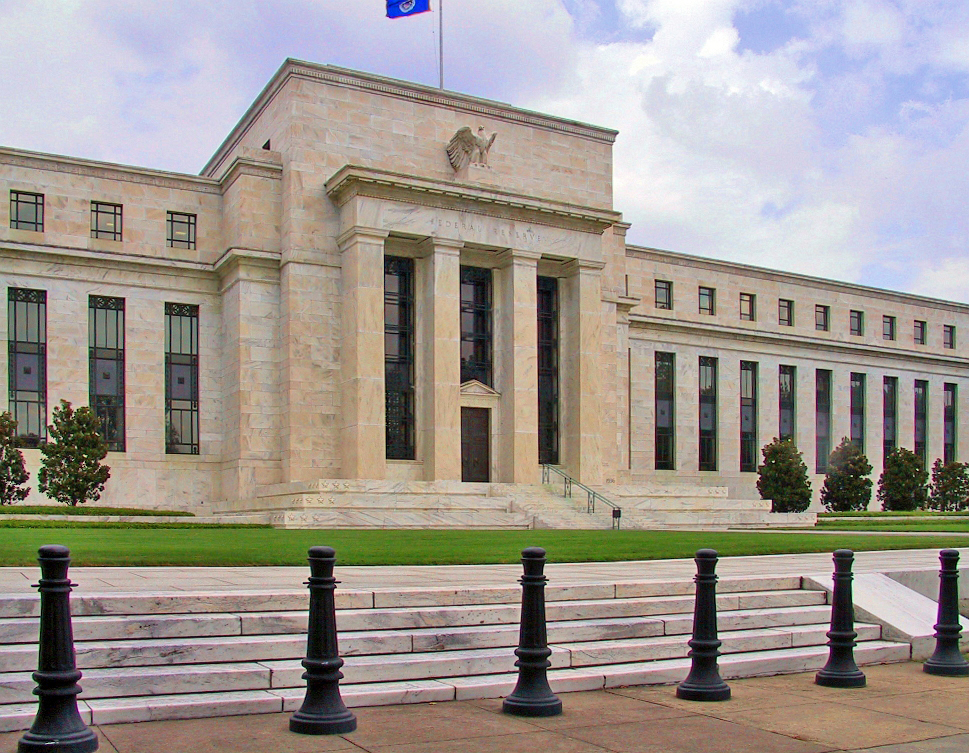
La sede della Federal Reserve a Washington.

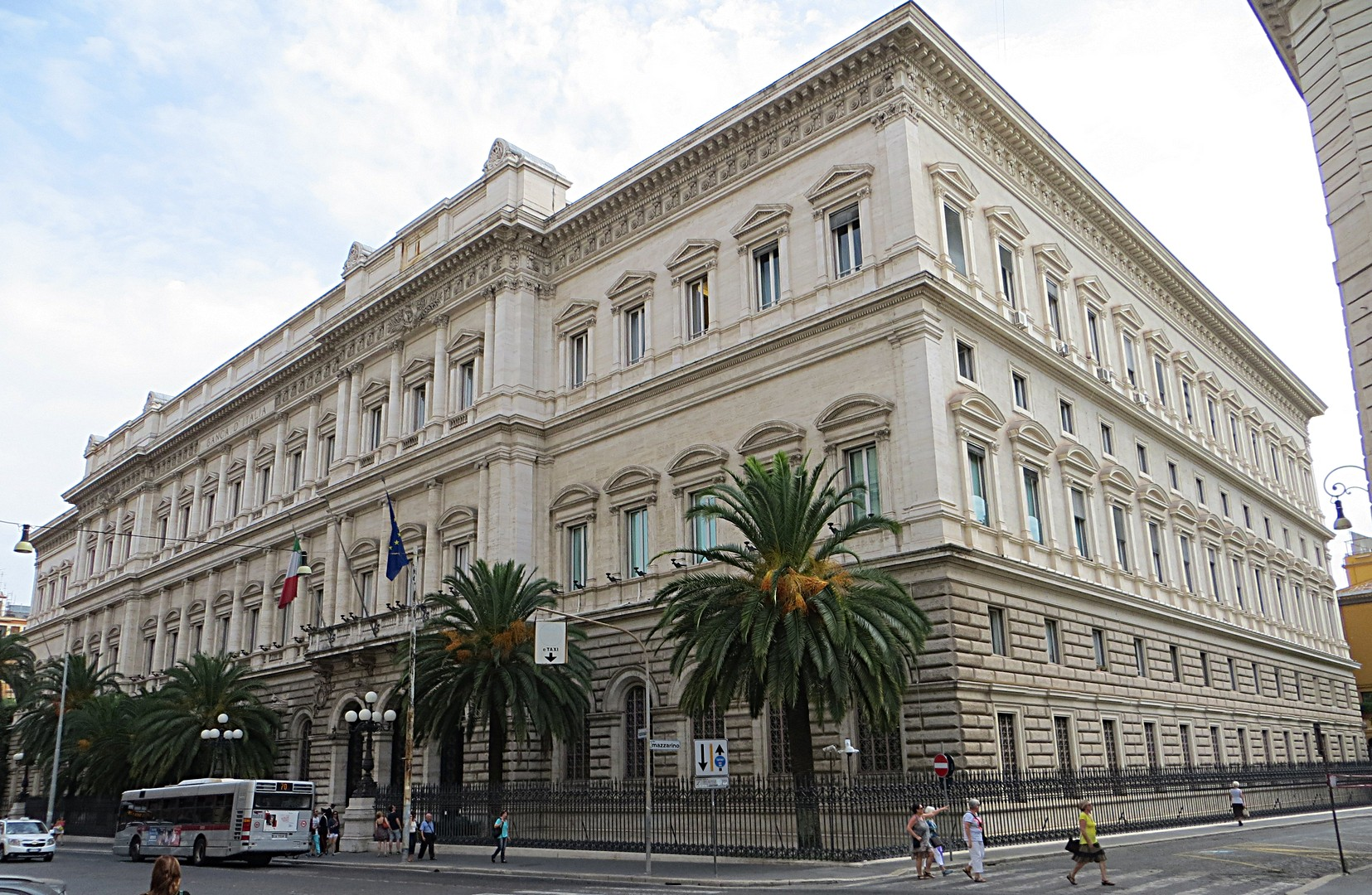
La Banca d'Italia a Roma (non più prestatore di ultima istanza dal 1981).

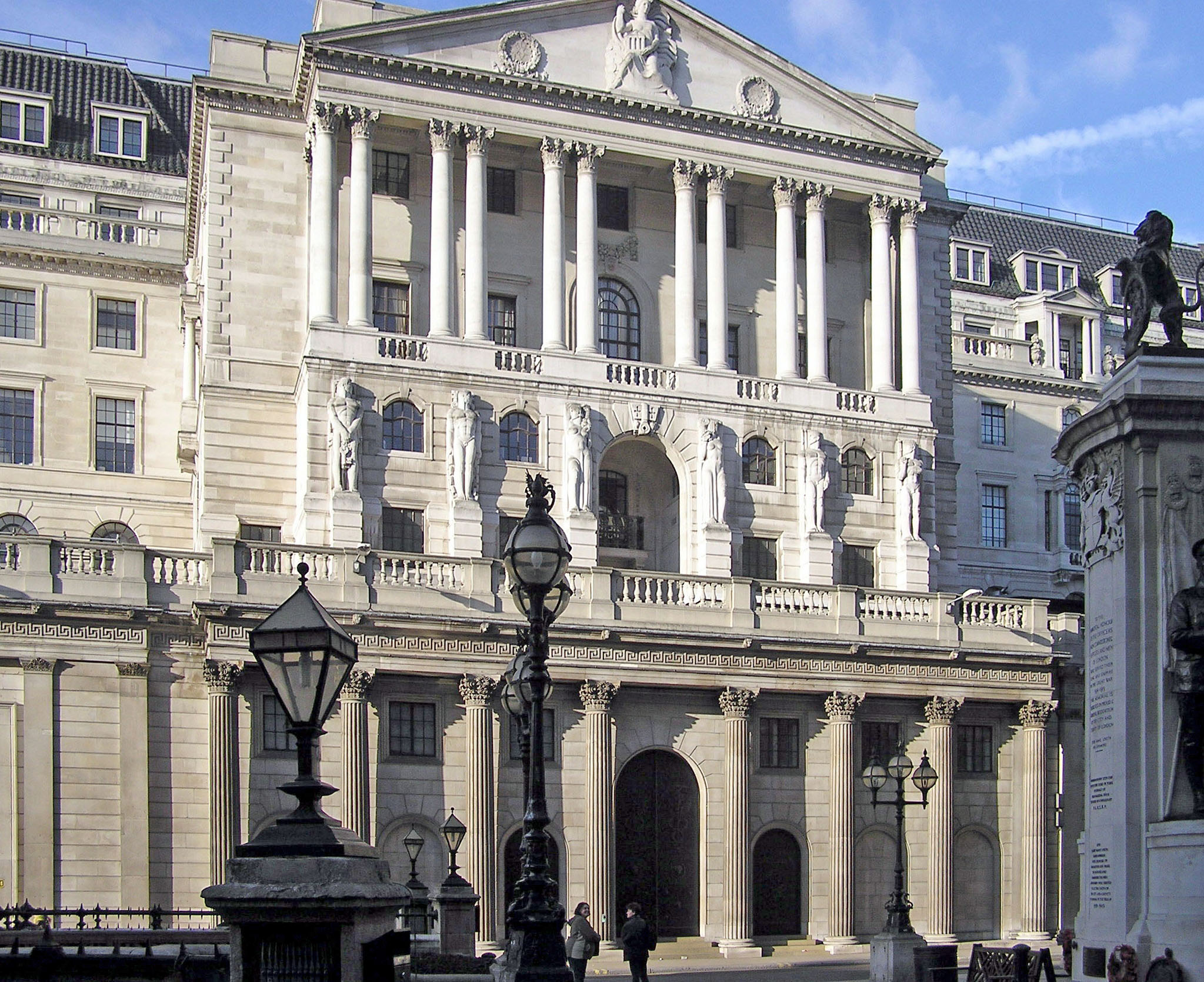
La Banca d'Inghilterra a Londra.

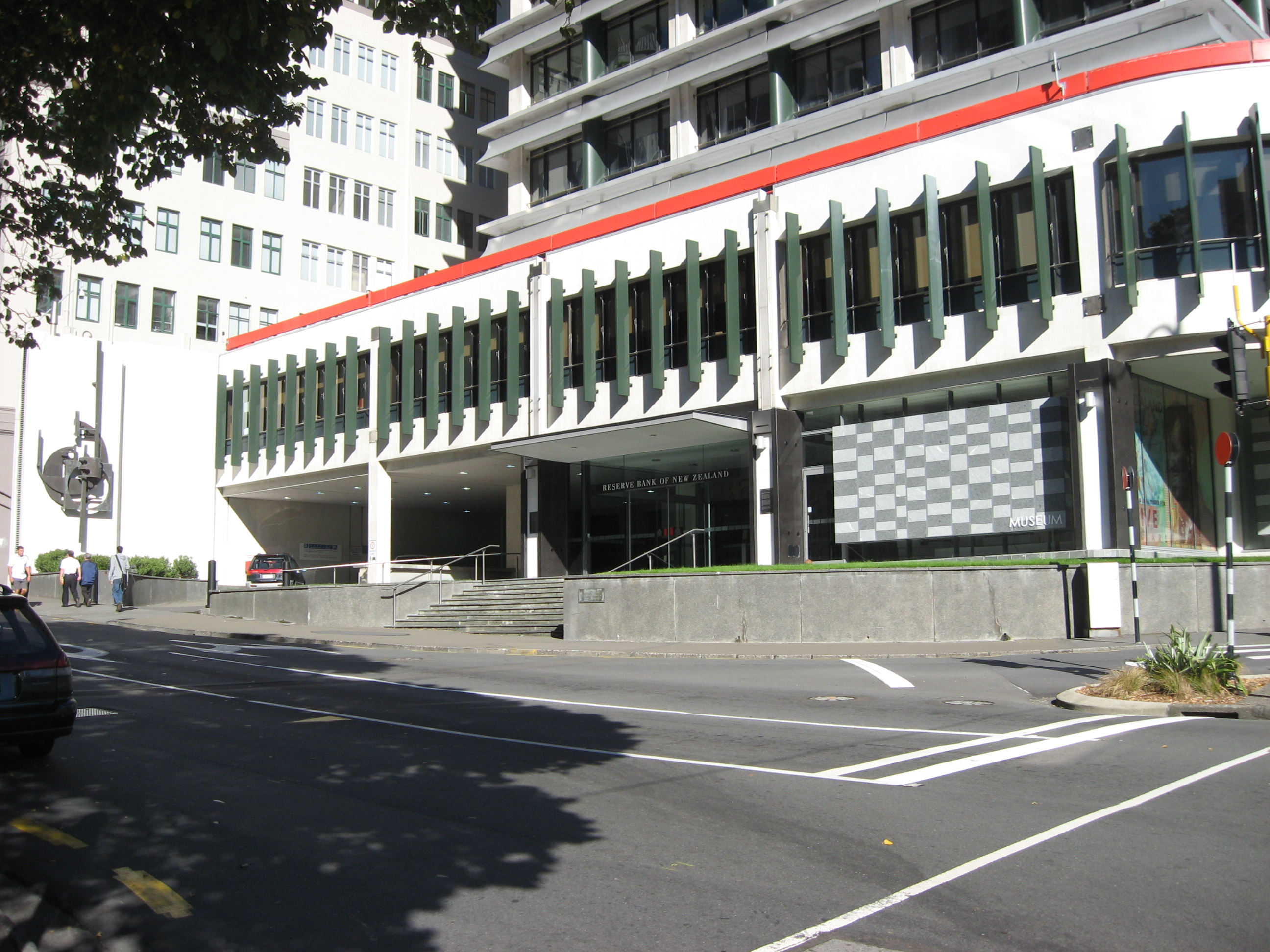
La Reserve Bank of New Zealand a Wellington.

Un prestatore di ultima istanza è una istituzione disposta a concedere credito in una situazione di crisi in cui c'è una domanda di liquidità abnorme, che non può essere soddisfatta da nessun altro soggetto economico.

## Origini
In origine il termine si riferiva a un'istituzione finanziaria di riserva che si faceva garante in ultima istanza per banche o altre istituzioni definite; nella maggior parte dei casi si trattava della banca centrale di un paese. Lo scopo del finanziamento e del finanziatore è prevenire il collasso delle istituzioni che stanno attraversando difficoltà finanziarie, spesso vicine al tracollo.

## Scopo
Il prestatore di ultima istanza ha la funzione di proteggere i correntisti, prevenire la diffusione di episodi di corsa agli sportelli, nonché di evitare danni all'economia causati dal tracollo di un istituto. Le banche commerciali solitamente non prendono a prestito dal prestatore di ultima istanza, tranne che nei periodi di crisi. Questo perché prendere a prestito dal prestatore di ultima istanza è indice che l'istituto in questione ha assunto troppi rischi, o che sta attraversando un periodo di difficoltà finanziaria (anche perché spesso è possibile solamente quando il debitore è prossimo al collasso).
Negli Stati Uniti la Federal Reserve ha la funzione di prestatore di ultima istanza per quelle istituzioni che non riescono ad ottenere credito altrimenti e il cui collasso avrebbe serie implicazioni per l'economia. Subentrò in questo ruolo alle camere di compensazione private attive durante la "Free banking Era" (1837-1862); fosse pubblica o privata, la disponibilità di liquidità era comunque intesa al fine di prevenire episodi di corsa agli sportelli. Nel Regno Unito e in Nuova Zelanda, il ruolo di prestatore di ultima istanza è ricoperto dalle rispettive banche centrali nazionali, la Banca d'Inghilterra e la Reserve Bank of New Zealand.
La HSBC è un esempio di banca non centrale che ha agito come prestatore di ultima istanza in diverse occasioni. Si ritiene che John Pierpont Morgan abbia avuto il ruolo di prestatore di ultima istanza durante il panico del 1907.

## Credito al consumo
In alternativa per prestatore di ultima istanza si può intendere una banca, un punto di cambio assegni o un'emittente di carte di credito che opera solamente con le categorie più rischiose della clientela privata. Questi soggetti applicano tassi d'interesse molto alti per coprire l'elevato rischio di credito cui si espongono, poiché molti dei loro prestiti non vengono rimborsati. Attirano perciò solamente clienti che non sono in grado di ottenere credito a tassi d'interesse inferiori altrove.
Questo termine può essere applicato a quei criminali che agiscono come prestatori di ultima istanza, offrendo finanziamenti a tassi d'interesse così alti da poter essere considerati d'usura. Questo comportamento, illegale già di per sé stesso, può anche implicare intimidazioni e minacce posti in essere per il recupero del credito.
Questi soggetti non sono i soli prestatori di ultima istanza che trattano con il pubblico. In alcuni casi, il credito è disponibile per l'acquisto di specifici beni che non potrebbero essere venduti per pagamento in contanti. In particolare nel finanziamento all'acquisto di automobili esistono grandi società specializzate nel mettere a disposizione credito per soggetti ad alto rischio.

## Critiche
Critiche ai sostenitori dell'istituzione evidenziano che la possibilità di avere un prestatore di ultima istanza possa provocare negli istituti la tentazione di assumersi maggiori rischi. Un prestatore di ultima istanza costituisce una rete di sicurezza che separa l'istituto dalle piene conseguenze dei propri rischi. Il prestatore non stima le conseguenze per concedere il credito, ma potrebbe essere che uno stato di insolvenza possa essere celato a lungo attraverso l'estensione del credito.
Una critica più teorica all'istituzione di un prestatore di ultima istanza è che la sua esistenza è fondata sulla possibilità di un "fallimento del mercato": se il mercato creditizio stima correttamente i rischi, allora le istituzioni che non sono in grado di ottenere prestiti non potrebbero fare cattivo uso dei capitali e l'idea di un credit crunch "contagioso" che semini il panico attraverso il sistema bancario sarebbe impossibile.
Una moderna critica all'FMI come prestatore internazionale di ultima istanza è che si tratti in realtà di un sistema inefficiente di sussidio, dal momento che esso è tenuto a finanziare i paesi che non sono in grado di raccogliere fondi attraverso il mercato obbligazionario, con prestiti caratterizzati da tassi di interesse inferiori a quelli di mercato. Le critiche affermano che questo sistema di sovvenzione ha due principali difetti: primo, si confonde la capacità di rimborso con la riorganizzazione economica richiesta dalla banca e altre considerazioni etiche; secondo, il fatto che alcuni paesi riescano effettivamente a rimborsare i loro debiti, nonostante le privazioni che i pagamenti comportano e la considerazione che la maggior parte delle nazioni in via di sviluppo si suppone non saranno verosimilmente in grado di farlo.